# Hørning Kommune
| Strukturdaten       | Strukturdaten       |
| ------------------- | ------------------- |
| Sitz der Verwaltung | Hørning             |
| Fläche              | 67,71 km²           |
| Einwohner           | 8.471 (2003)        |
| Kommune seit 2007   | Skanderborg Kommune |

Hørning Kommune war bis Dezember 2006 eine dänische Kommune im damaligen Århus Amt im Osten Jütlands. Seit Januar 2007 ist sie zusammen mit der „alten“ Skanderborg Kommune, der Galten Kommune, der Ry Kommune und dem östlichen Teil des Kirchspiels Voerladegård der Brædstrup Kommune Teil der neuen Skanderborg Kommune.
Hørning Kommune entstand im Zuge der dänischen Verwaltungsreform von 1970 und umfasste folgende Sogn:
- Adslev Sogn
- Blegind Sogn
- Hørning Sogn
- Mesing Sogn
- Veng Sogn